# Факултет по математика и информатика (Шуменски университет)
Факултетът по математика и информатика на Шуменския университет осъществява обучението си от 1971 г. То се провежда от висококвалифицирани специалисти на факултета. Привлечени са лектори от водещи университети в страната и БАН. Във факултета работят 25 хабилитирани и 31 нехабилитирани преподаватели, 33 преподаватели със степен доктор. Намира се в Корпус 3 на ШУ. От 28.06.2024 г. декан на факултета е доц. д-р Христо Параскевов.
Факултетът организира „Ден на отворените врати“, където запознава посетителите със своя Музей на компютъра. В него е представена историята на компютърната техника и са експонирани механични сметачни машини от 20-те години на ХХ век, първите български калкулатори „Елка-6521“, персонални компютри „Правец 16“, транзистори, интегрални схеми, сметачни линийки, колекция от информационни носители.

## Ръководство
- Декан на факултета: доц. д-р Христо Параскевов
- Заместник-декан по научноизследователската дейност, международно сътрудничество и акредитация: проф. д.н. Наталия Павлова
- Заместник-декан по учебната работа, кандидатстудентска дейност и качество на обучението: проф. д-р Красимир Кордов
- Главен координатор на деканското ръководство: главен специалист Радостина А. Адамидовска

## Катедри
- Алгебра и геометрия (ръководител на катедра - доц. д-р Радостина Петрова Енчева)
- Икономика и математическо моделиране (ръководител на катедра - доц. д.н. Румяна Стойкова Златева)
- Компютърна информатика (ръководител на катедра - доц. д-р Теодоси Кирилов Теодосиев)
- Компютърни системи и технологии (ръководител на катедра - доц. д-р Красимир Харизанов)

## Материална база
Материалната база е коренно обновена – учебни зали, 6 компютърни лаборатории с най-съвременна техника, учебен компютърен музей, лаборатория към виртуалната катедра по компютинг „Джон Атанасов“, собствен компютърен център.

## Специалности
Специалности публикувани в официалния уебсайт на Шуменския университет (11 септември 2024 г.):
Бакалавърски специалности
- Педагогика по икономика и математика
- Информационни технологии, информатика и математика

- Икономика
- Бизнес математика

- Икономическа информатика
- Компютърен дизайн и мултимедия
- Компютърна информатика
- Компютърни информационни технологии
- Софтуерно инженерство

Магистърски програми (след Бакалавър)
направление 1.3
- Педагогика на обучението по информатика и информационни технологии
- Педагогика на обучението по математика
- Педагогика на обучението по математика и информатика

направление 3.8
- Икономика и управление на бизнеса
- Корпоративни финанси и счетоводство
- Управление на проекти и програми

направление 4.5
- Статистика и иконометрия
- Алгебра
- Анализ
- Стопанска математика

направление 4.6
- Мултимедийни технологии
- Софтуерни технологии
- Софтуерно инженерство

Магистърски програми (след Професионален бакалавър)
- Софтуерни технологии